# Rüdiger Rogge
Rüdiger Rogge (* 31. Oktober 1936 in Düsseldorf) war von 1985 bis zu seinem Eintritt in den Ruhestand 2001 Richter am Bundesgerichtshof.

## Leben
Rüdiger Rogge besuchte 1947 bis 1956 das Staatliche Görres-Gymnasium in Düsseldorf, wo er im Februar 1956 die Reifeprüfung ablegte. Er studierte Jura an der Universität Bonn und wurde Mitglied der katholischen Studentenverbindung KStV Flamberg Bonn im KV. 
Nach Beendigung seiner juristischen Ausbildung trat Rogge in den Justizdienst des Landes Nordrhein-Westfalen ein, wo er 1968 zum Landgerichtsrat ernannt wurde. Nach einer Abordnung als wissenschaftlicher Mitarbeiter an den Bundesgerichtshof wurde er als Vorsitzender Richter am Landgericht Düsseldorf und als Richter am Oberlandesgericht Düsseldorf tätig, ehe er 1985 zum Richter am Bundesgerichtshof ernannt wurde.
Während der gesamten Zeit seiner Zugehörigkeit zum Bundesgerichtshof war Rogge Mitglied des X. Zivilsenats, seit 1993 als Senatsvorsitzender. In dieser Funktion hat er wichtigen Entscheidungen zum Patentrecht und zum Vergaberecht mitgewirkt. Er war Mitherausgeber und Mitautor des von Georg Benkard begründeten Kommentars zum Patentgesetz sowie eines inzwischen (Stand 2023) in vierter Auflage vorliegenden Kommentars zum Europäischen Patentrecht.